# Discussion sur les hommes de couleur

Discussion sur les hommes de couleur est une estampe gravée à l'eau-forte et créée après les débats de mai 1791 sur les statuts des hommes de couleur dans les colonies françaises. L'exemplaire numérisé de la Bibliothèque nationale de France est très dégradé.

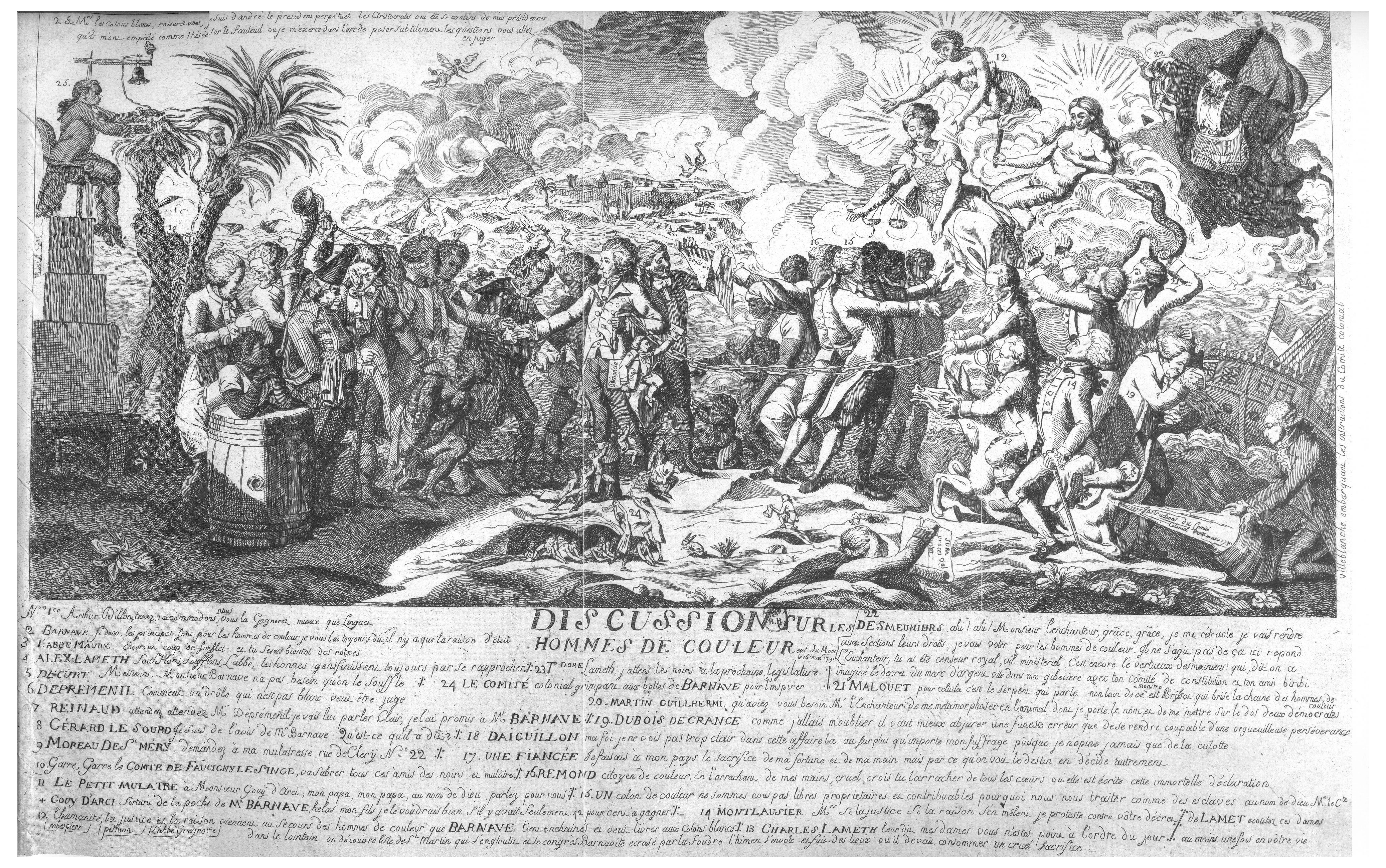
Discussion sur les hommes de couleur

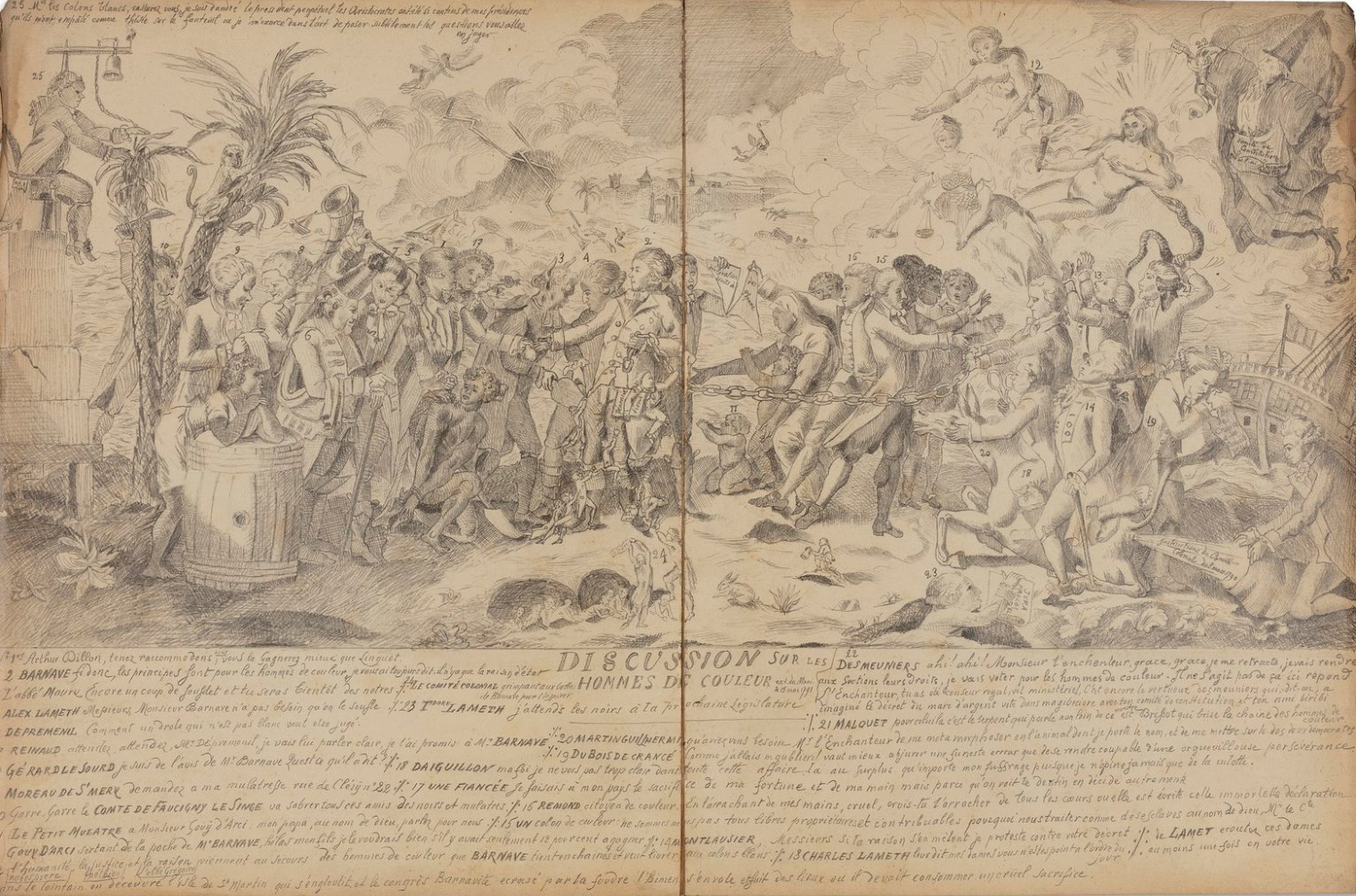
Discussion sur les hommes de couleur, vers 1791

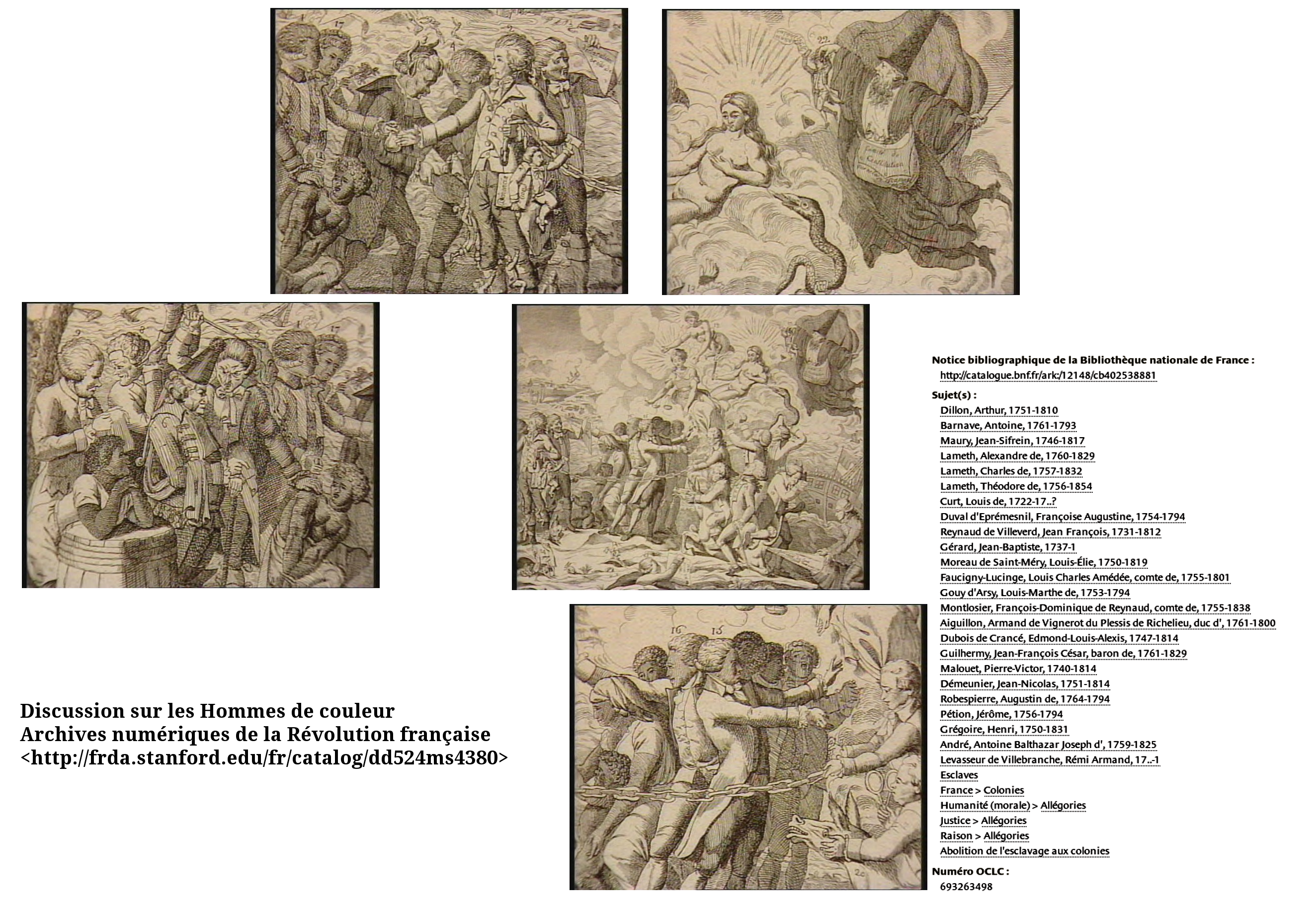
Abolition de l'esclavage du 4 février 1794, Discussion sur les Hommes de couleur

Dans son ouvrage L'aristocratie de l'épiderme. Le combat de la Société des citoyens de couleur, 1789-1791, l'historienne Florence Gauthier nous en propose une lecture appuyée sur la légende de l'image qui :

« ...montre le triomphe moral de Julien Raimond et de ses alliés du côté gauche, en une large fresque détaillée et légendée »

— Florence Gauthier.- Arrêt sur image : la Déclaration des droits déchirée annonce le triomphe prochain de Julien Raimond et de ses alliés, Gégoire, Pétion et Robespierre.

## Description de l'image

### Personnes présentes sur l'image
Les personnes représentées sur l'estampe portent pour la plupart un numéro qui renvoie à la légende et au discours qui leur est attribué. L'identité de quelques-uns nous est inconnue.
1. Arthur-Roger-Thomas Dillon, 1751-1810. Nommé grand vicaire de son parent, l'archevêque de Narbonne en 1777, puis grand vicaire de l'évêque de Langres, il fut électeur en Haute Normandie pour les États généraux de 1789[3].
2. Antoine Barnave, 1761-1793
3. Jean-Sifrein Maury, 1746-1817
4. Alexandre de Lameth, 1760-1829
5. Charles de Lameth, 1757-1832
6. Théodore de Lameth, 1756-1854
7. Louis de Curt, 1722-17..?
8. Françoise-Augustine Duval d'Eprémesnil, 1754-1794
9. François Reynaud de Villeverd, 1731-1812, député du Baillage de la Colonie de Saint-Domingue du 15 septembre 1789 au 30 septembre 1791[4].
10. Jean-Baptiste Gérard, 1737-1815. Né à Bayonne en 1737 député de Saint Domingue à l'Assemblée constituante
11. Médéric Louis Élie Moreau de Saint-Méry, 1750-1819, auteurs de
12. Louis Charles Amédée comte de Faucigny-Lucinge, 1755-1801
13. Louis-Marthe de Gouy d'Arsy, 1753-1794
14. François-Dominique de Reynaud, comte de Montlosier, 1755-1838
15. Armand de Vignerot du Plessis de Richelieu, duc d'Aiguillon, 1761-1800
16. Edmond-Louis-Alexis Dubois de Crancé, 1747-1814
17. Jean-François César baron de Guilhermy, 1761-1829
18. Pierre-Victor Malouet, 1740-1814
19. Jean-Nicolas Démeunier, 1751-1814
20. Augustin de Robespierre, 1764-1794
21. Jérôme Pétion, 1756-1794
22. Henri Grégoire, 1750-1831
23. Antoine Balthazar Joseph d'André, 1759-1825
24. Rémi Armand Levasseur de Villebranche, 17..-1?, Député à l'Assemblée Nationale Constituante, France, Saint-Domingue, (BNF 14954837)
25. Esclaves